# Manche–Océan
Manche–Océan war ein französisches Straßenradrennen, das als Einzelzeitfahren für Berufsfahrer in der Bretagne veranstaltet wurde.

## Geschichte
1938 wurde das Rennen auf Initiative der Zeitung Paris-Soir begründet. Das Rennen hatte 16 Ausgaben. Nach 1983 wurde ein Eintagesrennen für Amateure unter diesem Namen organisiert.

## Palmarès
- 1938  Jean Baptiste Pierre Fontenat
- 1939  Fabien Galateau
- 1940–1944 nicht ausgetragen
- 1945  Éloi Tassin
- 1946  Roger Pontet
- 1947–1948 nicht ausgetragen
- 1949  Joseph Morvan
- 1950 nicht ausgetragen
- 1951  Joseph Morvan
- 1952–1953 nicht ausgetragen
- 1954  Albert Bouvet
- 1955  Joseph Morvan
- 1956  Joseph Morvan
- 1957  Joseph Morvan
- 1958  Joseph Morvan
- 1959  Gérard Saint
- 1960  Aldo Moser
- 1961  Francis Pipelin
- 1962 nicht ausgetragen
- 1963  Ab Geldermans
- 1964  Jean-Claude Lebaube